# Трибология
Триболо́гия — наука, раздел физики, занимающийся исследованием и описанием контактного взаимодействия твёрдых деформируемых тел при их относительном перемещении. Областью трибологических исследований являются процессы трения, изнашивания и смазки.

## Этимология
Слово трибология происходит от греческого корня τριβ- глагола τρίβω (трибо), буквально «тереть, натирать».
Термин впервые употреблен Питером Джостом (англ. Peter Jost) в 1966 году в докладе специальной комиссии Министерства образования и науки Великобритании.

## Основные сведения
Трибология изучает непосредственно процессы трения, а триботехника, как прикладная наука, — практическое применение знаний при проектировании узлов машин. В последние годы в триботехнике получили развитие новые разделы — трибохимия, трибофизика, трибоинформатика и трибомеханика. Впервые процессы трения изучались ещё Леонардо да Винчи.

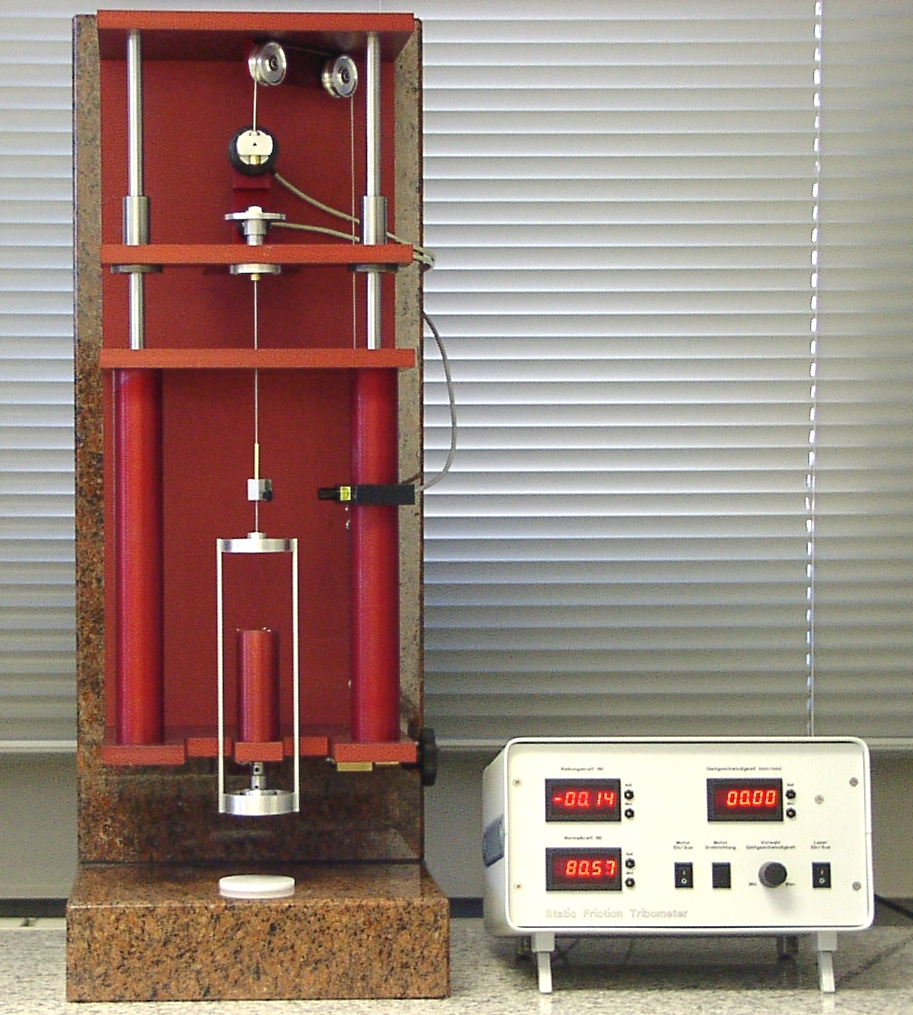
Статический фрикционный трибометр

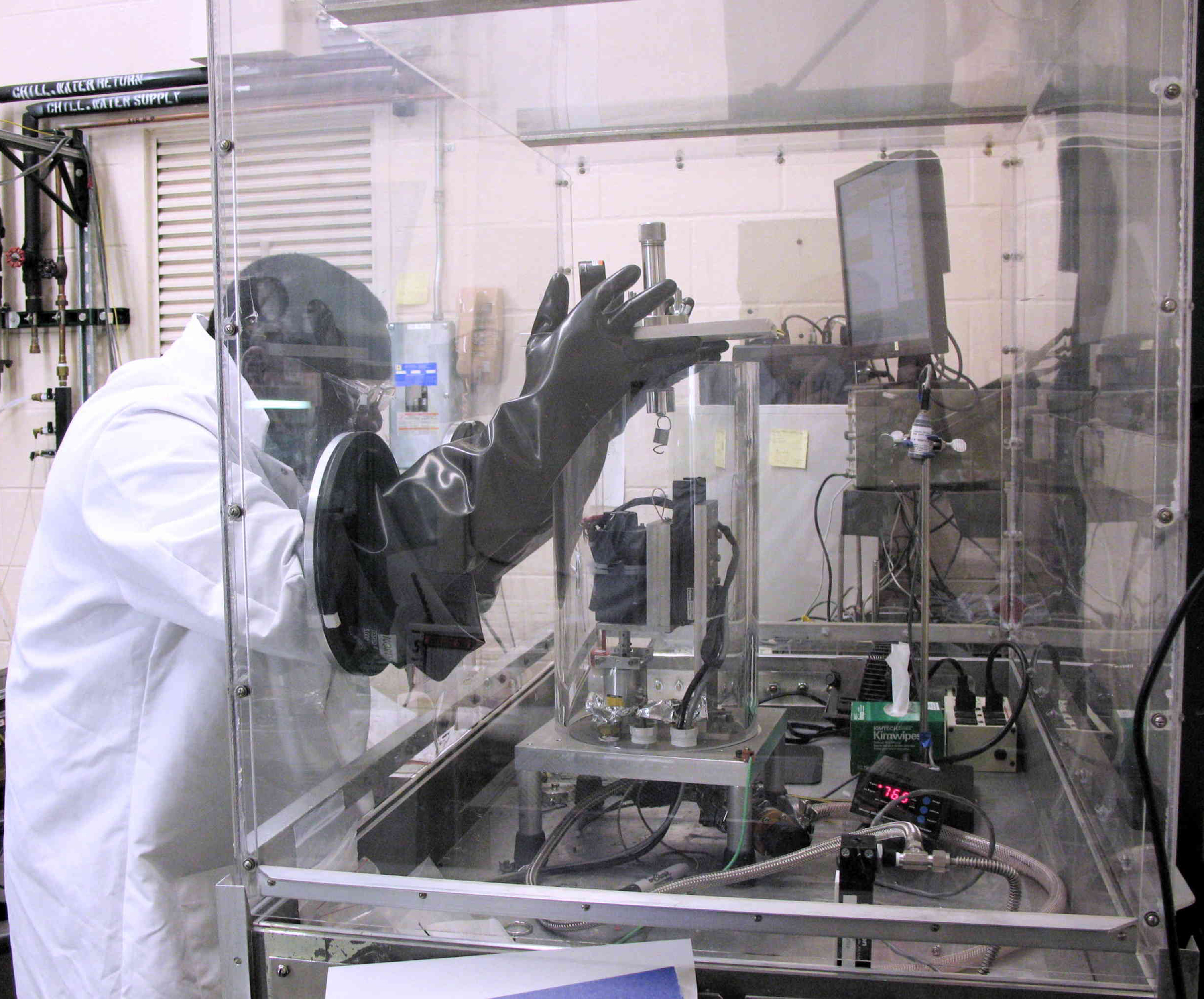
Водородный трибометр

## Трибометрия
Трибоме́трия — система методов и средств измерения сил трения, износа и несущей способности трущихся тел. Измерения, полученные непосредственно в процессе фрикционного взаимодействия, позволяют простыми расчетами определить величины коэффициента трения, интенсивности изнашивания, допустимых нагрузок, скоростей и температур.

## Трение
Основным параметром, характеризующим трение, является коэффициент трения:
{\displaystyle \mu ={\frac {|{\overrightarrow {F}}|}{|{\overrightarrow {N}}|}}}, 
где {\displaystyle {\overrightarrow {F}}} — сила трения, параллельная относительному перемещению тел; {\displaystyle {\overrightarrow {N}}} — сила реакции опоры.

## Научные центры
- Институт триботехники и смазки УГАТУ, Уфа, директор — Владимир Юрьевич Шолом
- Трибологическая лаборатория в Москве, руководитель — П.П. Усов[3]
- Лаборатория трибологии, Институт проблем механики им А.Ю. Ишлинского Российской академии наук, Москва, зав.лаб. — академик РАН Ирина Георгиевна Горячева [4]

## Научные издания
- «Трение и смазка в машинах и механизмах» (не издается в н.в.)
- «Трение и Износ»
- «Вестник Машиностроения»

## Учебники
- Хопин, П. Н.,  Шишкин, С. В. Трибология. — М.: Издательство Юрайт, 2022. — 236 с. — (Высшее образование). — ISBN 978-5-534-14021-7.